# Prohászka Ottokár-emléktemplom
A vasútvidéki Prohászka Ottokár Jó Pásztor-emléktemplom egy római katolikus körtemplom Székesfehérvár Vasútvidék városrészében, amely Prohászka Ottokár székesfehérvári püspök (1905-1927) sírtemploma. A templomot a püspök halála után 6 évvel, 1933-ban szentelték föl. A Prohászka-templomé Magyarország legnagyobb kupolája. Különleges, emblematikus kialakításának, monumentalitásának köszönhetően Székesfehérvár egyik jelképévé vált az évtizedek alatt.
Prohászka Ottokáron kívül itt nyugszik Kaszap István tragikus sorsú székesfehérvári novícius is.

## Története
Vasútvidék lakói számára 1920-ban lelkészség alakult, kápolnája 1923-ra épült fel. 1928-ban plébániai rangot kapott az egyházi hatóságoktól.
Székesfehérvár tizenötödik püspöke, Prohászka Ottokár az egyházmegye élére Ferenc József kinevezése és Szent Piusz pápa felszentelése által került. Székhelyére 1906. január 21-én iktatták be. (Életrajzírója megjegyzi, hogy az új püspök mellőzve a szokásokat, a püspöki palotába viseltes reverendában, breviáriumával és esernyőjével a pályaudvarról gyalog sétált be.) A tanulmányait hét évig Rómában végző, teológiai doktorátust elnyert fiatal pap hazatérését követően Esztergomban húsz éven át működött és innét vált országos hírű hitszónokká, miközben a fővárosi tudományegyetemen a dogmatika professzoraként adott elő. Előadásai, prédikációi a katolikus hitélet megújhodását szolgálták, az egyház demokratizálódását szorgalmazta. Híressé váltak a budapesti egyetemi templomban tartott szentbeszédei, annak szószékén érte az agyvérzés 1927. április 1-jén, másnap hunyt el a szomszédos Központi Szeminárium épületében. Fehérvárra földi maradványai ugyancsak vasúton érkeztek vissza, majd a hosszú temető Szentháromság-kápolnájában temették el. Végül 1938. június 1-jén a közben felépült dómban helyezték örök nyugalomra.
Prohászka püspök emlékének megőrzésére országos közadakozást rendeztek, a templom építésére közzétett pályázaton (1929) 27 pályázó közül a város szülötte, Fábián Gáspár műépítész tervét fogadták el, és 3000 pengős I. díjjal jutalmazták. Az emléktemplom alapkövét még ugyanazon év november 17-én helyezték el, a templomot 1933. november 5-én szentelték fel. Az klasszicista és modern stílusban épített templomról alkotója 1935-ben megjelent könyvében így nyilatkozik: 
Bár több, jeles építőművész pályázott, az én alaprajzi elrendezésem tökéletességét egyik sem közelítette meg. Tökéletes körtemplom, négy keresztszárnnyal. Fő attrakciója a 30 m belső átmérőjű kupolája, mely magában véve unikum. Nagyobb nála csak a Pantheon és Szt. Péter kupolája. Vele egyenlő nagyságú a firenzei dóm, a Hagia Sófia, a berlini dóm kupolája. A magyar kupolák mind kisebbek. Hihetetlen küzdelemmel (főleg a pénzhiány miatt), 5 év alatt készült el annyira, hogy fel lehetett szentelni. (1933. XI. 5-én Shvoy püspök úr által). Persze tornya még nem kész és a mellékszárny épületek is hiányoznak. Szülővárosom részére óhajtottam valami nagyszabású alkotást csinálni, mely minden időkben hirdesse a nagy püspöknek, Prohászka Ottokárnak nevét és alkotójának, a város szülöttének megbecsülést szerezzen.

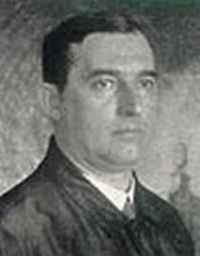
Fábián Gáspár 1930 körül

Az 52 m magas, 3500 személyt befogadó templomhoz jobbról és balról szimmetrikus oldalszárnyak épültek. A pályamű tervdokumentációja tartalmazott még egy 65 méteres campanile jellegű tornyot is a keleti oldalon, ennek megépítésére azonban nem került sor. A templom mai képe nem azonos a korábbival. A kiszolgáló bal oldali szárnyat (ami eredetileg kultúrháznak épült) 1944. szeptember 19-én bombatalálat érte, a lerombolt épületrészt nem rekonstruálták. Az emléktemplom tervezett megjelenítéséről a makett alapján szerezhetünk benyomásokat. A háború során a kupola leégett, a templomot negyven találat érte.
Ugyanakkor érdemes felidézni, hogy a város műemlékeit tárgyaló, fél évszázaddal ezelőtt megjelent könyv lábjegyzete szerint a templom „rossz megoldású kupolájával különlegesen kirí a városképből”.

## Leírása

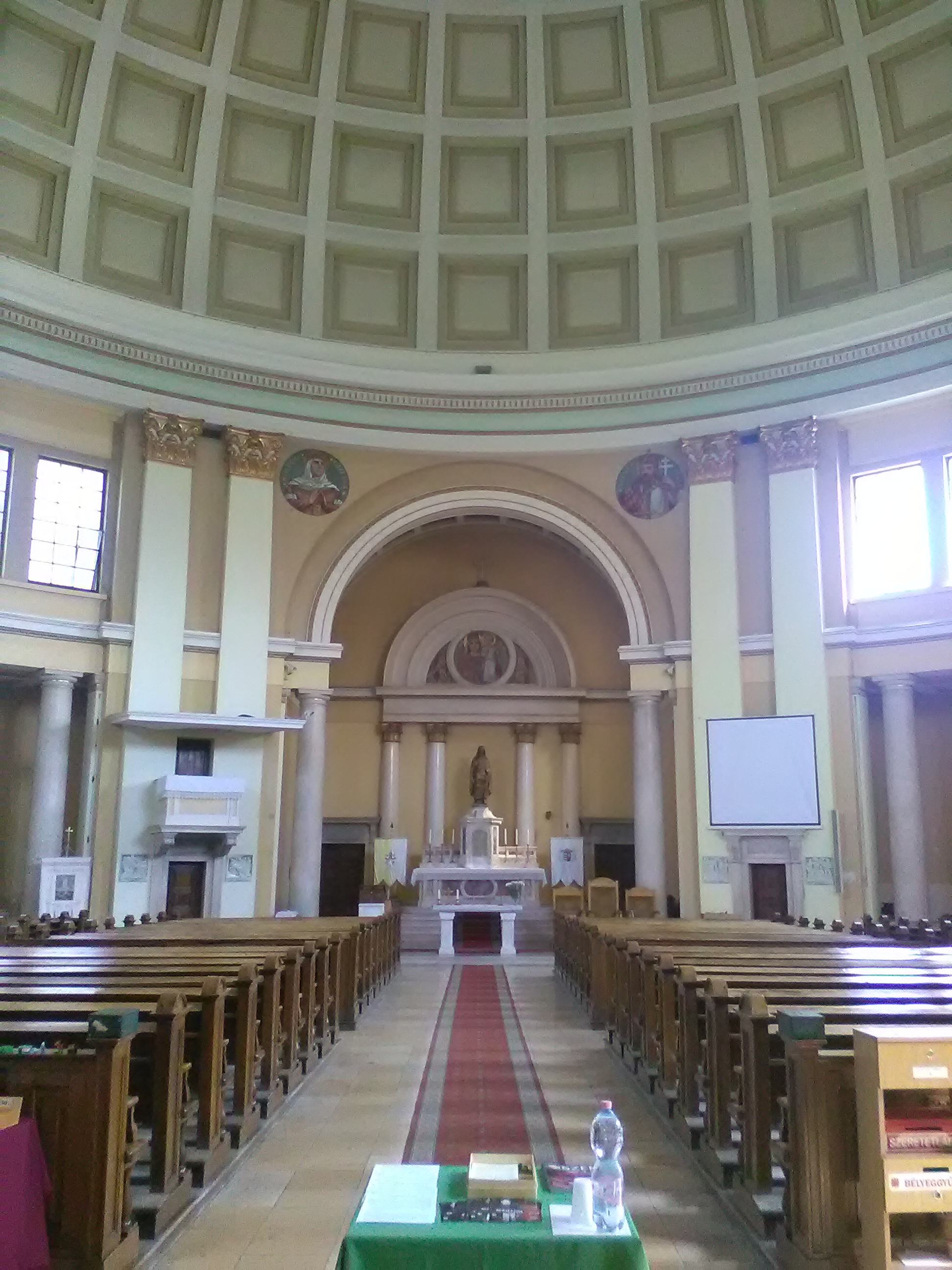
Pillantás a bejárattól a főoltár felé

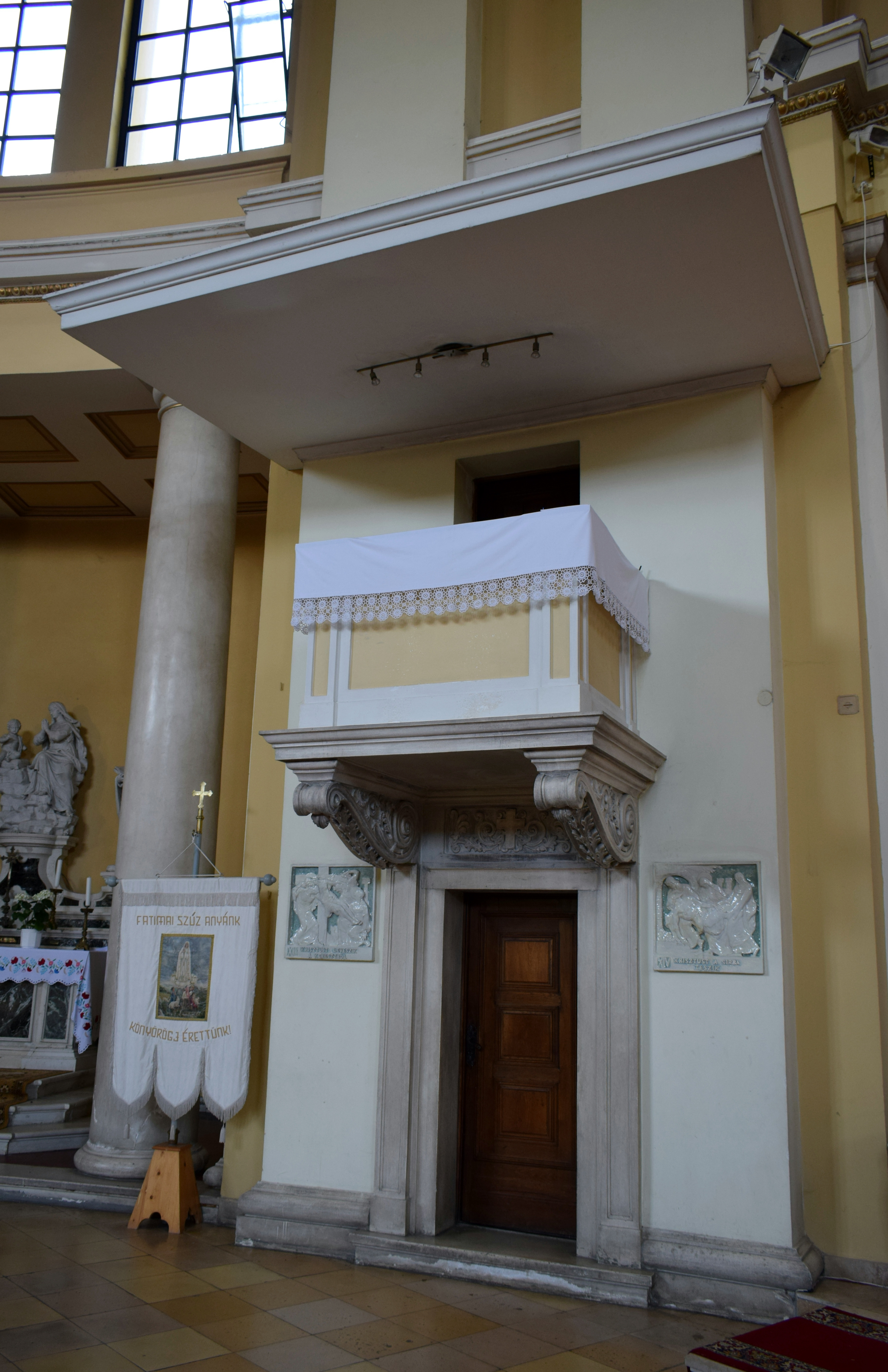
A szószék

A körtemplom alaprajzát keresztirányban négy helyen szakítja meg a 10 - 10 méteres kápolnafülke, amelyeket félköríves szerkezetek zárnak le kívülről, belül pedig áttört körfalakkal hordják a kupoladobot - az építész leírása szerint.
A nyolc toszkán oszlop által hordozott architráv fölé súlyos, fogrovat díszítésű oromfal nehezedik. A szerkezeti elem ismétlődik a kápolnák és a szentély fölött. A néhány lépcsőn át megközelíthető nyitott oszlopcsarnok bevezet az előcsarnokba, amelyet a belső tértől a szertartásokon kívül mennyezetig érő üvegfal és rács zár le.
Az impozáns belső tér hangsúlyos pontjai a szentély, a Szent Kereszt kápolna, (evangéliumi oldal), és a Prohászka síremléket magában foglaló kápolna a leckeoldalon. A kupolaboltozat kazettái visszaköszönnek a kápolnák és a szentély dongáin, a két mellékoltár fülkéjét síkfödém fedi.
A centrális belső tér falát a kupoladobig felnyúló páros kompozit pilaszterek tagolják, a tér többi részén toszkán oszlopokat és lizénákat alkalmazott a tervező. A boltívek síkjaiban tondókban ábrázolta a művész az Árpád-házi szenteket.
A Szent Kereszt kápolna oltára stipesét világos márványlapokkal burkolták, az asztaloltárhoz három lépcső vezet fel. A domborműves tabernakulum ajtaja kétszárnyú, aranyozott rézből készült, IHS betű-szimbólummal (Jézus nevének görög rövidítése). A tabernakulum két oldalán lépcsőzetes posztamens. Az oltár fölött Boldog Apor Vilmos vértanú püspök fényképe látható. A kápolna szentély felőli falán Schwalm László festménye függ, a Megváltót ábrázolja keresztfán, alatta kisméretű asztaloltár, az előtt a keresztkút áll.
A leckeoldali kápolnát Prohászka Ottokár emlékezetére állították. Az átszellemült püspököt karingben, stólával, az Egyetemi templom szószékén ábrázolta a művész. A fehér márvány szoborcsoport másik alakja angyal, amint egy fáklyát, mint Jézus Krisztusnak, a világ világosságának jelképét emeli a magasba. A szoborcsoport négyszeres kiemelésű, oltárhoz hasonló posztamensen áll. A szószék elé támasztott sziklából a püspök főpapi címerét faragták ki. A talapzat latin nyelvű felirata hirdeti: Prohászka Ottokár Magyarország apostola és tanítója. A kápolna díszes kivitelű, a párkány alatt tojásléc hangsúlyozza a formát, toszkán oszlopok és pilaszterek fogják közre mind a tumbát, mind a szabadnyílású balusztrádot.
A szentélyhez közel találjuk a Szűz Mária oltárt (evangéliumi oldal), vele átellenben a Szent József oltárt. A két mellékoltár kiképzése csekély mértékű eltéréssel azonos. Előbbi oltár posztamensén Szent Anna és Szent Joachim szobra fogja közre a Madonna szobrot. A túloldali oltáron a Szent József szobrot két női szent szobra övezi.
A főoltár az oszloppár által hordozott diadalív mögött, a szentély mélyén húzódik meg, kazettás dongaboltozatú, a kazetták között néhány bevilágító ablakkal. Az egyenes záródású szentély falán két pár toszkán oszlop tartja az architrávot, fölötte hangsúlyozottan kiemelt lunettában a Patrona Hungariae-t ábrázoló tondó látható imádkozó alakokkal. A lépcsőrendszerrel megemelt, fehér és rózsaszín márványlapokkal borított stipes asztaloltár, márvány tabernákulummal, amelynek ormán Jézus szobra áll, a Jó Pásztor alakjában. A szentély a templombelső egészével azonosan mértéktartóan díszített, ehhez alkalmazkodik az anyagában azonos szembenéző oltár és ambo. A főoltárt a püspökutód az "altare privilegiatum" ranggal (kiváltságos oltár) ruházta fel.
Az evangéliumi oldalon a falba süllyesztett ajtóval ellátott szószéket konzol tartja, formája fekvő téglatest, hangvetője síklap. A stációk kő-reliefek. A szentélyből nyílik a templom télen használatos kápolnája, titulusa: a Jó Pásztor.

## A templom környéke

### Prohászka szobra
A templom északi hajlatában kialakított kis parkban áll Prohászka Ottokár bronz szobra, Fülöp Elemér alkotása (1934). Eredetileg a budapesti Károlyi-kertben állították fel. A szoborcsoport fő alakja a püspök, magas talapzatról tekint le a lábánál térdelő nőalakra, Hungária megszemélyesítőjére és nyújtja át az "élővizek forrásából (= Krisztus vére)" tartalmazó kelyhet, jelezvén, 

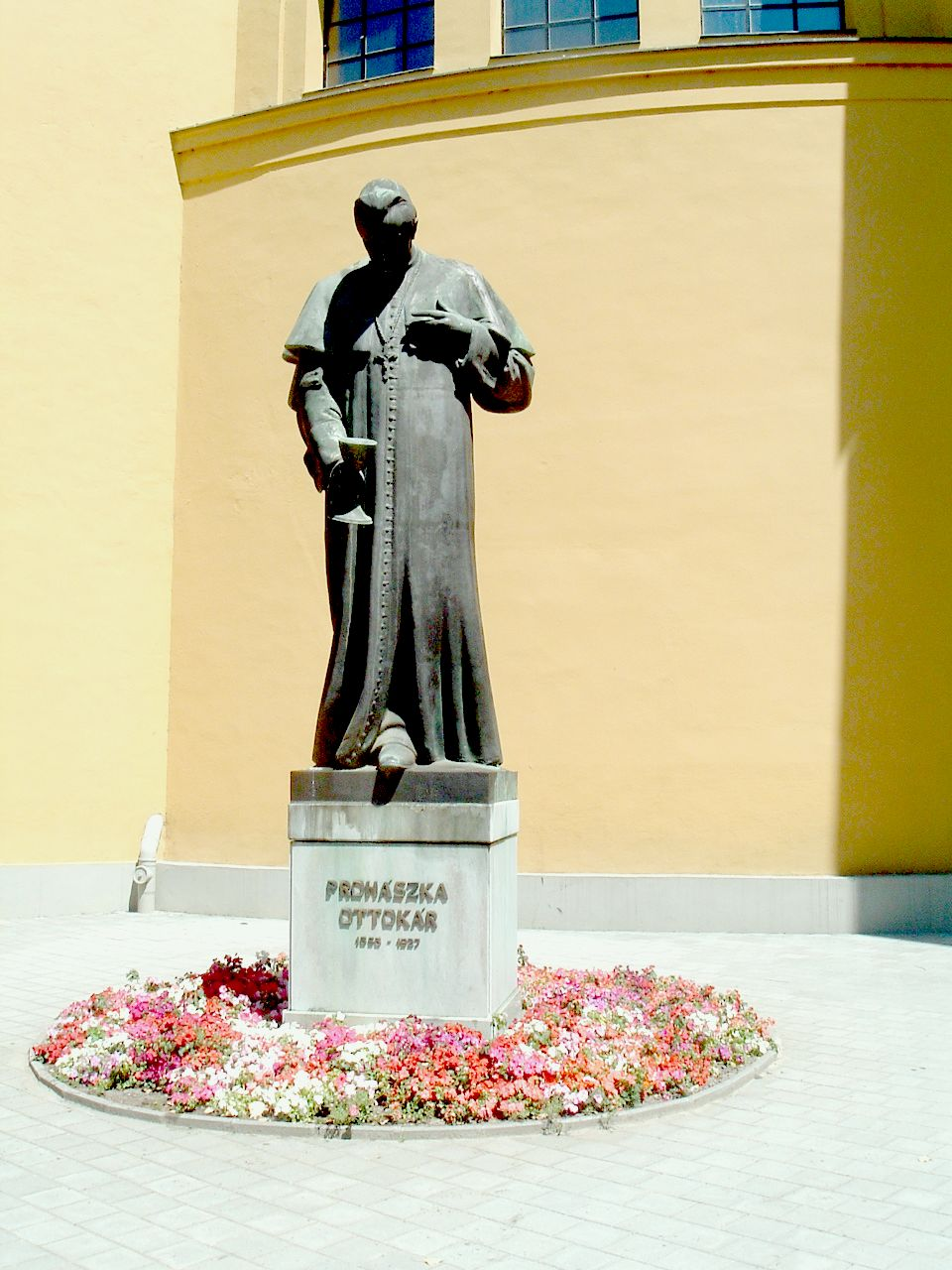
Az egykori szoborcsoportból mára csupán a főalak maradt meg

hogy hittel akarja felemelni a leroskadt országot jelképező, a magyar címerre boruló férfialakot. … Különös véletlen folytán a leboruló férfi körvonala a címerrel együtt hasonlít Nagymagyarország térképéhez. Ezt legjobban, homályban lehet látni." (Medvey, 1939). Azaz lehetett látni, minthogy a ma, Székesfehérváron álló szobornak hiányoznak a mellékalakjai, így az előtörténetet nem ismerő szemlélőnek talányos a szobor mondanivalója, nem érti, nem is értheti, kinek nyújtja a kelyhet a püspök, és miért lefelé néz. A szobor mellékalakjai Budapest ostromakor megsemmisültek. A magában álló püspök szobrát, amidőn gróf Károlyi Mihály hazatért emigrációjából a háborút követően, és palotájának megtekintése során észrevette, közölte titkárával: „ennek pedig el kell tűnnie innét, ha azt akarják, hogy ebben a házban éljek." Károlyi levélben többször fordult – eredménytelenül – az illetékes egyházi hatósághoz a szobor saját költségén történő eltávolítása ügyében, mígnem 1947. április 26-ról 27-re fordulóan az emlékművet „ismeretlen tettesek" ledöntötték, oly módon, hogy a szobor feje elvált a törzstől. A Faludy Györggyel 1988-ban készült interjú során azonban az író elismerte: „Károlyi megkért bennünket, döntsük le a szobrot, lehetőleg úgy, hogy kárt ne tegyünk benne. Így történt". (Károlyi és Andrássy Katinka esketőpapja egyébként Prohászka püspök volt.) A szobor ledöntésének másik változata: amikor a Károlyi házaspár 1946. áprilisában ideiglenesen hazatért, egy este Illés Bélánál, a vörös hadsereg őrnagyánál, írónál, annak New York-palotabeli lakásán vacsorázott szovjet és magyar katonák, írók társaságában. „Az elnök [Károlyi Mihály] nevetve mesélte el, hogy délelőtt meglátogatta a Károlyi-palotát, és követelte, hogy hogy a kertből azonnal távolítsák el a néhai Prohászka Ottokár szobrát". A budapesti köztéri szobrokról 1987-ben megjelent kiadvány szerint az emlékművet „1945-ben lebontották".
A szoborról csak három évtized múltán derült ki, hogy az óbudai Kiscelli Múzeum raktárában lelhető fel. Hosszas és bonyodalmas tárgyalások után 1982-ben megállapodott az állam és az egyház a visszaadás feltételéről, amelynek egyik lényeges pontja volt, hogy a szobrot csak egyházi területen lehet felállítani. Ez 1984. április 2-án következett be.

### A templomkert
A templom kertjében állványon függ torony híján a templom harangja, közelében az 1808-ból származó márvány talapzaton álló feszület, amely eredetileg a vízivárosi határsorompón kívül állt. Felirata: "Názáretbéli Jézusnak szomoru jele egy vigasztalásunkra nekünk bűnösöknek halálunk óráján. Ezen Szent Keresztet az Úr Isten ditsőségére fel állíttatta örök emlékezetül Beke Horváth Mihály Stagl Ignatz úr közben járása által An 1808".
A templom építőművészének síremléke is a templomkertben áll, Orbán Antal szobrászművész alkotása. A bronz büsztöt 1990-ben emelték. Fő nézetének felirata: Itt nyugszanak Fehérvár nemes szülöttének dr. Fábián Gáspár műépítésznek 1885 - 1953 a Prohászka templom alkotójának és hitvesének, hét gyermek anyjának Seletei Horváth Annának 1892 - 1967 földi maradványai. Az emlékmű jobb oldali felirata tudtunkra adja, hogy szüleinek emlékezetére állíttatta fiúk, dr. Fábián János, apostoli protonotárius, kanonok, budai főesperes, budavári plébános, volt esztergomi főegyházmegyei kormányzó. A hátoldali és bal oldali felirat sorolja az építész alkotásait.

### A mauzóleum
Az északkeleti szentély mögött nyugszanak a város egy másik neves fiának, az életszentség hírében elhunyt egykori jezsuita novíciusnak, Kaszap Istvánnak (1916 -1935) a sóstói temetőből ide exhumált (1942) földi maradványai. Az egyházmegye 1941-ben kezdeményezte boldoggá avatási eljárását. A sírja körül elhelyezett hálatáblák Kaszap István tisztelőinek ima meghallgatásáról tanúskodnak. A sír ismert zarándokhely.

## A templom harangja
Az eredeti tervek szerint a templom mellé egy 65 méter magas harangtorony épült volna. A harangtorony számára már Prohászka áprilisi halála után fél évvel elkészült Walser Ferenc budapesti műhelyében a Prohászka-harang, mely 2533 kg-os, 169,5 cm az alsó átmérője és B0 hangú. Mivel a torony nem épült meg, a harang a belvárosi Szent István-bazilika déli tornyába került.
Ezért a templomnak ma csupán egy kisebb harangja van, melyet a Diósgyőri Acélművekben öntöttek. A templomkerti haranglábra van felfüggesztve.